# 下阿洛韋斯克里克鎮區 (新澤西州)
下阿洛韋斯克里克鎮區（英語：Lower Alloways Creek Township）是位於美國新澤西州塞勒姆縣的一個鎮區。

## 地方資料
下阿洛韋斯克里克鎮區的面積為187.84平方千米，當中陸地面積為117.35平方千米，而水域面積為70.49平方千米。根據2020年美國人口普查的數據，當地共有人口1717人，而人口密度為每平方千米9.14人。